# وادین
وادین چارچوبِ وب متن بازی است که برای برنامه‌های غنی اینترنتی است. این چارچوب بر خلافِ کتابخانه‌هایِ جاوااسکریپت و افزونه‌های مربوط به مروگرها، در بخش معماری سمتِ سرور عمل می‌نماید. این بدان معنی است که بخش عمده‌ای از منطق برنامه در سمتِ سِرور است. فناوریِ ای‌جکسِ استفاده شده در سمتِ مرورگر تضمین می‌نماید که تجربه‌ای غنی، مناسب و تعاملی برای کاربر به ارمغان آورد. در سمتِ کاربر، کلاینت، بر رویِ ابزار وب گوگل بنا نهاده شده و قادر است از آن ارثبری نماید. 

## ویژگی‌ها
«وادین» از جاوا به عنوان زبان برنامه‌نویسی به منظورِ ایجاد محتوایِ وب استفاده می‌نماید. این چارچوب نرم‌افزاری با استفاده از برنامه‌نویسی رویدادمحور و ابزارک روشی از برنامه‌نویسی را طرح‌ریزی می‌نماید که بیشتر به نرم‌افزارهایِ‌ سمتِ دسکتاپ نزدیک‌تر است تا به روش‌های برنامه‌نویسی سنتی وب، که مبتنی بر اچ‌تی‌ام‌ال و جاوااسکریپت است.
وادین از ابزار وب گوگل برای رندر نمودن صفحاتِ ایجاد شدهٔ وب استفاده می‌نماید. اگرچه استفادهٔ وادین از ابزار وبِ گوگلِ می‌تواند مسئلهٔ اطمینان حفاظتی منجر گردد، وادین با اضافه کردن بخش سمت سرور به تمام عملیات خود، دستکاری شدن داده را تشخصی داده و مانع از می‌گردد.
مجموعه اجزاء وادین قادر هستند تا به صورتِ گسترش بافتهٔ اجزاء ابزار وبِ گوگل عمل کنند و برای زمینه نیز از سی‌اس‌اس بهره‌مند گردند. وادین به صورت مجموعه از فایل‌های Jar توزیع می‌گردد. این کتاب‌خانه‌ها می‌توانند به صورت مستقیم دانلود شوند یا از طریق ابزارهای یکپارچه‌سازی مانند مِیون یا آی‌وی مورد دسترسی قرار گیرند. از این رو می‌توانند در هر پروژهٔ جاوا-محوری مورد استفاده قرار گیرند. به علاوه، افزونه‌های وادین برایِ نت‌بینز و اکلیپس نیز مورد توسعه قرار گرفته‌اند؛ تا استفاده از برنامه‌های کاربردیِ وادین را سهل نمایند.
برنامه‌های کاربردیِ وادین می‌توانند به عنوان سرولت‌هایِ جاوا بر رویِ هر سرورِ وبی جاوا مورد استفاده قرار گیرند. همچنین قادر است تا با پورتال‌هایی مانند لایفری نیز مجتمع گردد.

## مرورگرهای سازگار
وادین در نگارشِ هفتم خود از مرورگرهای زیر پشتیبانی می‌نماید:
- اندروید ۲.۳ به بعد
- گوگل کروم از نگارش ۲۳ به بعد
- اینترنت اکسپلورر از نگارش ۸ به بعد
- آی‌اواس از نگارش ۸ به بعد
- موزیلا فایرفاکس از نگارشِ ۱۷ به بعد

اپرا از نگارشِ ۱۲ به بعد
- سافاری از نگارشِ ۶ به بعد

## محیطِ زمان اجرا
وادین ۷ برای اجرا نیازمندِ فاصلِ برنامه‌نویسیِ جاوا سرولت ۲.۴ به بعد است و با هر سرور کاربردی که قادر به اجرایِ جاوا باشد نیز کار نماید. سرورهایِ کاربردیِ زیر مورد پشتیبانی هستند:
- سرورِ آپاچی تامکت ۵-۸
- سرورِ آپاچی تامی ۱
- سرورِ اوراکل وبلاجیک ۱۰.۳-۱۲
- سرورِ آی‌بی‌ام وب‌اسفیر ۷-۸
- سرورِ کاربردیِ جتی ۴ تا ۷
- وایدفلای ۸
- گلس‌فیش ۲ تا ۴